# L'italiano (brano musicale)
L'italiano è un brano musicale di Toto Cutugno, pubblicato nel 1983 dalla Carosello Records sull'album L'italiano e sul singolo a 45 giri L'italiano/Sarà.

## L'italiano
L'italiano è una canzone famosa in tutto il mondo, incisa da Toto Cutugno nel 1983 e presentata nella 33ª edizione del Festival della Canzone Italiana di Sanremo (edizione vinta da Tiziana Rivale con Sarà quel che sarà), dove giunse quinta, ma trionfò nella speciale classifica Totip "Cantanti & vincenti". È stata tradotta in molte lingue, tra cui finlandese e cinese.

### Composizione
La canzone, la cui composizione risale al novembre del 1981,  inizialmente era stata pensata per Adriano Celentano, ma l'anno successivo il cantante non accettò di inciderla.
L'ipotesi, ventilata dagli addetti ai lavori, secondo cui il brano sarebbe stato scritto all'indomani della vittoria della nazionale italiana al campionato mondiale di calcio di Spagna 1982 fu smentita dallo stesso Toto Cutugno.

### La canzone al Festival di Sanremo
Con L'italiano, Toto Cutugno si presentò ad un Festival di Sanremo (dove tornava dopo tre anni) per la quarta volta, la seconda da solista dopo la vittoriosa partecipazione al Festival di Sanremo del 1980 con Solo noi (prima ancora, vi aveva partecipato per due volte, nel 1976 e nel 1977, con il gruppo degli Albatros). Si trattò del secondo brano con questo titolo presentato in un Festival di Sanremo: in precedenza, una canzone intitolata L'italiano era stata interpretata da Stefano Rosso al Festival di Sanremo 1980, giungendo settima nell'edizione curiosamente vinta proprio da Toto Cutugno con Solo noi.
Nel Festival del playback, Toto Cutugno fu uno dei pochi ad esibirsi dal vivo, insieme a Gianni Morandi (La mia nemica amatissima), Fiordaliso (Oramai), Gianni Nazzaro (Mi sono innamorato di mia moglie) ed Amii Stewart (Working Late Tonight).
Toto Cutugno eseguì il brano per la prima volta venerdì 4 febbraio 1983, nella seconda serata del Festival: fu il diciassettesimo su diciotto cantanti a salire sul palco.  Appartenendo al gruppo B, ovvero quello dei Big, il brano era qualificato di diritto alla finalissima, a cui, in quell'anno, accedevano anche le novità, concorrendo assieme ai Big alla vittoria finale.
Nella serata finale, che si svolse sabato 5 febbraio, Cutugno fu invece il settimo ad esibirsi tra i Big. Il brano ottenne 2.869 voti e si qualificò per il girone finale in virtù del secondo posto tra i Big. Assieme a Toto Cutugno, passarono il turno anche i Matia Bazar con Vacanze romane e Dori Ghezzi con Margherita non lo sa tra i Big; Tiziana Rivale (Sarà quel che sarà, 3.208 voti), Donatella Milani (Volevo dirti, 3.002 voti) e Fiordaliso (Oramai, 2.650 voti) tra le novità.
Nel girone finale, L'italiano ottenne 2.659 voti e giunse soltanto quinto su sei brani, dietro a Tiziana Rivale (vincitrice con 2.981 voti), Donatella Milani (2.942 voti), Dori Ghezzi (2.912 voti) e i Matia Bazar (2.831 voti) e davanti a Fiordaliso (2.574 voti).
Cutugno, acclamato dal pubblico dell'Ariston durante la proclamazione dei vincitori, si consolò con la vittoria assegnatagli dagli italiani da casa con il concorso Totip "Cantanti e vincenti": in questa speciale classifica, L'italiano fu primo con 548.085 voti davanti a La mia nemica amatissima di Gianni Morandi (seconda per un soffio, con 538.398 voti) e ad Avrò di Giorgia Fiorio (321.046 voti).
I risultati del concorso vennero annunciati il giorno seguente nel corso di Domenica in.
L'italiano si piazzò invece al secondo posto nella classifica del premio della critica assegnato dai giornalisti, dietro a Vacanze romane dei Matia Bazar e davanti a 1950 di Amedeo Minghi (brano che non aveva raggiunto la finale).

### Dopo il Festival
La classifica del premio della critica rispecchiò, relativamente ai primi due posti, anche l'esito delle vendite in Italia: L'italiano risultò infatti il secondo disco più venduto tra quelli del Festival, superato anche in questo caso soltanto da Vacanze romane dei Matia Bazar, che in assoluto fu il quarto singolo più venduto in Italia nel 1983, raggiungendo anche la prima posizione delle classifiche (ad eccezione di quella di TV Sorrisi e Canzoni, che, tra le canzoni del Festival, attribuì tale primato soltanto ad Abbracciami amore mio di Christian).
L'italiano si dovette invece "accontentare" del diciottesimo posto tra i dischi più venduti in Italia e del secondo posto come posizione massima raggiunta in classifica. A livello internazionale, fu invece il brano di maggior successo del Festival di Sanremo 1983.
Nel Festival di Sanremo 2013 viene dato il premio per L'italiano a Toto Cutugno.
Nel Festival di Sanremo 2020 nella terza serata, Giovedì 6 Febbraio 2020, viene eseguita da Francesco Gabbani che indossando una tuta da astronauta richiama il semestre di guida italiana della ISS da parte di Luca Parmitano, primo italiano a guidare la ISS che in quei giorni detiene molti record, diversi dei quali difficili da replicare nel breve futuro, come 4 passeggiate nello spazio.

### Testo
La canzone parla di vizi, virtù e stereotipi del "Bel Paese", un Paese a cui vengono imputati, ad esempio, un eccessivo americanismo (si dice: con troppa America sui manifesti) e, forse, anche una crescente crisi di vocazione religiosa oppure una certa "disinvoltura" a livello sessuale (queste potrebbero essere le interpretazioni della frase con più donne sempre meno suore), ma pur sempre un Paese al quale si è fieri di appartenere, tanto da voler esprimere in canzone tale orgoglio patriottico.
Nel testo, vi sono, tra l'altro, riferimenti alla religione cristiana (oltre a parlare di "donne sempre meno suore", vi è una sorta di invocazione a Dio) e alla passione degli italiani per il calcio, sport in cui l'estate precedente la Nazionale Italiana vinse il Mondiale in Spagna (si parla della moviola della domenica e di una bandiera da portare in tintoria). Viene inoltre citato l'allora presidente della Repubblica Sandro Pertini (in carica dal 1978 al 1985): è il partigiano come presidente. Nel testo allude anche la Fiat 600.

### Musica
Il brano è tradizionalmente accompagnato dal suono di una chitarra, come sottolineato, del resto, dal testo stesso.

### Video
Il video della canzone è stato realizzato davanti ed all'interno del Bistro Romain, un ristorante italiano sulla Avenue des Champs-Élysées a Parigi. Compare anche una ragazza vestita con i colori della bandiera d'Italia e dei dipinti.

### Cover

#### In italiano
Nel 1985 il supergruppo Ro.Bo.T. partecipò a Premiatissima con questo brano e la incise nell'album Le più belle canzoni di Sanremo. 
Nel 1992 i Ricchi e Poveri realizzarono una nuova versione del brano e la inserirono nell'album di cover intitolato Allegro italiano.
Nell'estate del 2003 anche il noto violinista olandese André Rieu si cimentò dal vivo (nella piazza di Cortona, in Toscana) in una particolarissima cover strumentale di questo pezzo, assieme con la sua "Johann Strauss Orchestra". 
Patrizio Buanne ha inciso una sua versione nel suo album di cover The Italian, pubblicato nel 2005. 
Nel 2007 il cantante Simone Cristicchi inserisce una cover di questo pezzo come prima traccia del suo album Dall'altra parte del cancello. In questa cover alcune parole del testo sono modificate in modo da accentuare l'idea, già presente nel testo originale, di una critica agli stereotipi italiani e ad una deriva verso la mediocrità dell'Italia. Il pezzo si apre con una strofa di Bella ciao cantata da un ex degente di una struttura manicomiale e si chiude con la frase "Sono un italiano nero". 
Durante il Festival di Sanremo 2011 in occasione della serata in onore dei 150 anni dell'Unità d'Italia, Toto Cutugno torna a cantare sul palco del teatro Ariston la sua canzone, con un nuovo arrangiamento ed in duetto con Tricarico. 
Nel 2012 il gruppo francese The Gypsy Queens inserisce la cover del brano nell'album The Gypsy Queens (London Records, 3700682).
Nel 2015 il cantante confidenziale Matteo Brancaleoni ne incide in duetto con Rosario Fiorello ed il trombettista Fabrizio Bosso una versione swing nel suo disco "Made In Italy". 
Nel 2016 Daniel Sax ne incide una versione strumentale per l'album "Dance party".
Nel 2019 viene eseguita da Malika Ayane durante la cerimonia di apertura della XXX Universiade a Napoli, in un riarrangiamento a cura di Diego Maggi.
Fu eseguita come tributo nel 70º Festival di Sanremo del 2020 da Francesco Gabbani (vedi prima). 
Nel 2022 il ritornello è stato campionato per il brano Italiano Anthem di Sfera Ebbasta e Rvssian.
Nella quarta serata del Festival di Sanremo 2024, dedicata alle cover, il brano è stato omaggiato da Ghali insieme alle canzoni Bayna e Cara Italia. Il medley si è classificato quarto.

#### In altre lingue
Nello stesso 1983 il cantante finlandese Kari Tapio ne ha inciso una cover nella sua lingua madre, intitolata Olen suomalainen (ovvero Sono finlandese), inserita nell'album omonimo. 
In seguito anche il cantante José Augusto ha inciso una cover in portoghese, intitolata Faz de Conta. 
Nel 1984, Doron Mazar, un cantante israeliano, ha realizzato una versione in ebraico intitolata "Ani Hozer HaBayta" ("Sto tornando a casa").
Più recentemente, la cantante egiziana Lara Scandar ne ha realizzato una cover in arabo تعالوا غنوا معايا‎?, Taalou Ghannou Maaya, in italiano "Vieni a cantare con me". Già in passato un'altra cover era stata utilizzata come colonna sonora del film indiano मन, Mann (1999), diretto da Indra Kumar con Aamir Khan e Manisha Koirala. Compare, sotto il titolo di Magallu, anche in Golimaar, altro film indiano (in lingua telugu) del 2010, diretto da Puri Jagannadh e con Tottempudi Gopichand.
Nel 2015 lo stesso Cutugno ne incide una cover in lingua cinese (con relativo video, il primo del cantante toscano ambientato a Milano) come promo del programma Italiani made in China in onda su Real Time. Ne incidono anche una versione vietnamita ed è anche mixata.

### La canzone nel cinema e negli sceneggiati
- La canzone fu inserita nel film Al bar dello sport, del 1983 diretto da Francesco Massaro e con protagonisti Lino Banfi, Jerry Calà e Mara Venier.
Il brano si ritrova, in particolare, nella scena in cui Jerry Calà, che interpreta Parola, un giovane con il vizio del gioco diventato muto dopo aver perso un'ingente somma di denaro, sente la canzone alla radio mentre si sta rimettendo a nuovo in una toelètta della stazione di Torino e la "interpreta" in una sorta di playback, mimando anche lo strimpellamento di una chitarra; viene inoltre inserita nella scena finale del film, in cui lo stesso personaggio, sentendo nuovamente il brano alla radio, ritrova l'uso della parola.
- La canzone viene cantata da Andrea Roncato ed un gruppo di italiani emigrati in Germania nel film Mezzo destro mezzo sinistro - 2 calciatori senza pallone del 1985 diretto da Sergio Martino
- La canzone è presente anche nel film Delitto in Formula Uno di Bruno Corbucci del 1984, con protagonista Tomas Milian nel ruolo dell'ispettore Nico Giraldi.
- La canzone è presente nel film Rosso di Mika Kaurismäki del 1985, dove i due protagonisti, un italiano ed un finlandese, ne cantano insieme una parte a cappella, ciascuno nella propria lingua.
- La canzone viene citata nel film Lamerica di Gianni Amelio del 1994, ambientato nell'Albania degli anni novanta: nel film, il brano è intonato dagli attori che impersonano degli emigranti albanesi[23].
- La canzone è presente nel film Italians di Giovanni Veronesi del 2009, nel primo episodio, dove viene cantata in una versione offensiva da un pilota inglese (Ottaviano Blitch) nei confronti dei due italiani in un locale a Dubai (Sergio Castellitto e Riccardo Scamarcio).
- La canzone è presente nel film Nessuno mi può giudicare di Massimiliano Bruno del 2011, dove è cantata da un ragazzo di colore, chiaramente immigrato.
- La canzone è presente nel film Miss Violence di Alexandros Avranas del 2013.
- La canzone è canticchiata dal protagonista Jean Renault in chiusura del film Io faccio il morto di Jean-Paul Salomé del 2013.
- Una versione della canzone è presente anche nel film del 2018 Sono tornato di Luca Miniero.
- Nel film Il traditore del 2019 è cantata leggermente modificata ("lasciatemi cantare, sono un siciliano") per smascherare il protagonista Tommaso Buscetta.[non chiaro]
- Nella canzone Tutta l'Italia di Gabry Ponte, sigla del festival di Sanremo 2025, compare il verso "lasciateci ballare/con un bicchiere in mano", evidente omaggio al brano di Cutugno.